# Луцюк Дмитро Вікторович
Дмитро Вікторович Луцюк (нар. 23 грудня 1990, Будичани, Житомирська область, Україна) — український футболіст, захисник.

## Клубна кар'єра
Вихованець футбольної школи «Верес» ( Рівне). У чемпіонаті України (ДЮФЛ) грав за команду «Квасилів».
Виступав у аматорських командах «Гоща — АМАКО» (Гоща, Рівненська область), «ОДЕК» (Оржів, Рівненська область). Впродовж 2013—2014 років виступав за ФК «Тернопіль».
Влітку 2015 року перебрався до «Буковини», де став одним із ключових захисників чернівецької команди. 1 грудня 2016 року припинив співпрацю з чернівецькою командою.
З 2017 по 2022 рік виступав за команди «Малинськ», «Світанок-Агросвіт», «Вотранс» та «Маяк» (Сарни) в чемпіонаті та кубку України серед аматорів.
Сезон 2022/23 проводить теж в аматорській команді, яка виступає в чемпіонаті України серед аматорів: «Колос» (Полонне).

## Досягнення
- Чемпіонат України з футболу серед команд Другої ліги:
  - Бронзовий призер: 2013/14
- Чемпіонат України з футболу серед аматорів:
  - Бронзовий призер (2): 2014, 2018/19

## Статистика
Станом на 22 червня 2023 року
| Професіональні змагання  |       |                          |
| Турніри                  | Матчі | Кількість забитих м'ячів |
| (II) Перша ліга України  | 5     | 0                        |
| Кубок України            | 2     | 0                        |
| (III) Друга ліга України | 19    | 0                        |
| Всього                   | 26    | 0                        |
| Аматорські змагання      |       |                          |
| Турніри                  | Матчі | Кількість забитих м'ячів |
| (IV) Чемпіонат України   | 101   | 2                        |
| Кубок України            | 13    | 0                        |
| Всього                   | 114   | 2                        |
| Всього за кар'єру        | 140   | 2                        |